# حبوبة حداد
حبوبة حداد (1897 -1957) هي أديبة وإعلامية وكاتبة لبنانية، وصاحبة صالون أدبي، وصاحبة أول مجلة نسائية لبنانية صدرت في أوروبا، وهي مجلة الحياة الجديدة التي أنشأتها في العاصمة الفرنسية باريس في العام 1920، ثم في بيروت. تعدّ من النساء اللبنانيات الرائدات في الكتابة عن قضايا المرأة العربية الاجتماعية وهمومها، فضلا عن القضايا الأدبية. كذلك تعدّ من الرائدات في تقديم برامج إذاعية خاصة بالأطفال.

## بدايات
ولدت حبوبة حداد في 15 آذار (مارس) 1897 في بلدة الباروك الشوفية، وتوفيت في 8 كانون الأول (نوفمبر) 1957. ولدها فؤاد حداد من رواد كتابة القصة القصيرة في لبنان، والكاتب الذي كان يذيّل عموده اليومي في جريدة العمل الكتائبية بتوقيع «أبو الحن»، وقد دفع حياته ثمنًا لتعليقاته السياسية الساخرة في 19 أيلول (سبتمبر) 1958، أي بعد سنة على وفاة والدته.
درست حبوبة اللغة الفرنسية إلى جانب العربية، فتعلمت في مدرسة الإنكليز في الباروك، ثم انتقلت إلى المدرسة الإنكليزية في شملان، وحضرت بعض الدروس في الجامعة الأميركية.
حين كانت حبوبة في السنة السادسة عشرة من عمرها، التقت في بلدتها بالمستشرق الفرنسي موريس باريس (1862- 1923) (Auguste - Maurice Barrès)، حيث مثلت مدرستها بكلمة ألقتها أمامه، تحت عنوان: «مستقبل المتعلمات» وذلك يوم تخرجها في 3 تموز (يوليو) 1913، فما كان من هذا الرجل إلا أن حمل لها أطيب الذكرى، ثم كتب لها أن تلتقي به في فرنسا، يوم قصدتها وأنشأت فيها مجلتها.
في العمر نفسه (أي في السادسة عشرة)، تزوجت من قريب لها، إلا أن هذا الزواج انتهى بعد مدة وجيزة، وكانت ثمرته، ابنًا يدعى فؤاد (1915)، وقد حدث الطلاق وهي في الثامنة عشرة من عمرها.
تلقت دراستها في الجامعة الأمريكية في بيروت، في الاقتصاد والسياسة (1920)، غير أنها لم تمارس اختصاصها الذي درسته، بل اتجهت إلى الأدب، والصحافة والإعلام.

## نشاطها الإعلامي والثقافي
حوّلت حبوبة قصيدة شبلي ملاط: «بين العرب والشام» إلى مسرحية، وانتسبت إلى جمعيتي «اتحاد الشابات المسيحيات»، و«الشمس المضيئة» المدرسيتين، وترأست فرع العاملات في «حزب اتحاد العمال» عام 1919.
بعد تخرجها من الجامعة، توجهت حبوبة إلى باريس لاصدار مجلتها «الحياة الجديدة» في العام 1920، وقد ساعدها على اصدارها المستشرق موريس باريس، ثم أعطت رئاسة تحريرها إلى الكاتب أنطوان فرح، وتفرغت هي لكتابة المقالات فيها، والاهتمام بالعلاقات العامة، وتأمين التمويل لهذه المجلة الرائدة، وبعد عام واحد على صدور المجلة، اشتد بها الحنين إلى لبنان الذي كان يرزح آنذاك تحت الانتداب، فأرادت أن تجند نفسها لخدمته، وخدمة القضية العربية، ثم استقرت في بيروت، وتابعت إصدار مجلتها.
استمرت المجلة نحو تسع سنوات متتاليات، ثم اضطرت إلى ايقاف صدورها بعد أن حكم عليها الانتداب بهذا، والسبب أن هذا الانتداب لاحظ سرعة انتشار المجلة، ومدى تأثيرها في نفوس أبناء الوطن، حيث انها خرجت من حيزها الصغير كمجلة نسائية إلى أفق أوسع وفضاء أرحب، وهو قضايا البلاد الوطنية والسياسية، وقد كان لحبوبة علاقات فكرية وثقافية ونسائية لاسيما في أوروبا، حيث التقت برجالات الفكر والثقافة والسياسة والوطنية خاصة ان هؤلاء الاعلام كانوا منفيين من أوطانهم مثل لبنان وسوريا.

عند ظهور المجلة، ووصول العدد الأول إلى نيويورك، نشر ميخائيل نعيمة خبرًا عنها في جريدة السائح، قال فيه: 
«إن من السهل أن نتمنى النجاح (للحياة الجديدة)، فليس أبخس من التمنيات. غير اننا في ريب من نجاح مجلة عربية نسائية في باريس. ناهيك ان الحاجة إليها قليلة بالنظر إلى ما عندنا اليوم من المجلات. أوليس من سبيل للسيدة حداد أن تضم قوتها إلى قوى اخواتها، إن في مصر أو في سوريا، بدلا من أن تزيد إلى مجلاتهن مجلة»؟
أخذت حبوبة بالقسم الأول من اقتراح نعيمة، فانتقلت بمجلتها، إلى بيروت، واستأنفت إصدارها حتى العام 1926. وشاركها في التحرير عدد من الأدباء المتبرعين، بينهم الطالب الجامعي وقتذاك سعيد تقي الدين.

### برامج إذاعية للأطفال
كان لحبوبة حداد نشاط إعلامي آخر، تمثل بتقديمها عبر دار الإذاعة اللبنانية، قبل أن تصبح إذاعة لبنان، برنامج خاص موجّه للأطفال، وذلك في العام 1938،  زمن الانتداب الفرنسيِّ على لبنان. ويمكن القول إن برنامجها من أوَّل البرامج الإذاعيَّة العربية من نوعه، فمن خلاله خاطبت أطفال لبنان، وسعت إلى تثقيفهم عبر قصص قصيرة تدور في غالبيتها حول القرية والجمال والوطن بأسلوب قصصي مشوق، كذلك، كان يستضيف أطفالاً ينشدون بعض الأناشيد، أو يؤدون بعض الأدوار التمثيلية، ونستطيع بهذا أن نعدها رائدة أيضا على صعيدي أدب الأطفال، والبرامج الإذاعية التي خاطبت عبرها الأطفال.

### صالونها الأدبي
فتحت حبوبة صالونها الأدبي في بيروت، واستمر في استضافة أبرز الأعلام الثقافية والفكرية والأدبية من العام 1948 إلى العام 1957م، أي عام وفاتها. وكان الصالون مفتوحًا لاستضافة الرجال والنساء معًا. ومن الأسماء التي استضافها صالون حبوبة، يمكن ذكر: الشعراء: أمين تقي الدين، وهو صحافي وسياسي ومحرّر في مجلة الزهور للشيخ أنطون الجميّل. وشبلي الملاط، أحد أبرز الشعراء العرب في النصف الأول من القرن العشرين.  ورامز سركيس مدير جريدة لسان الحال، وابن خليل سركيس صاحب «لسان الحال» ومجلة المشكاة. وجبران تويني، الصحافي والسياسي والوزير السابق، منشئ صحيفة النهار في العام 1933. وأمين نخلة الأديب، والشاعر، والثائر، صديق كبار رجال الفكر والأدباء اللبنانيين والعرب. وهو ابن رشيد نخلة، واضع النشيد اللبناني، وتلميذ العلامة الشيخ عبد الله البستاني. وأمين الريحاني، الأديب والرحالة. وطانيوس عبده الكاتب المسرحي. ويوسف إبراهيم يزبك المؤرخ وصاحب أوراق لبنانية. وميشال زكور وزير الداخلية والخارجية في عهد الرئيس بشارة الخوري، وهو منشئ جريدة المعرض (1921). وداود بركات الصحافي، والأديب، والمؤرخ والسياسي، رئيس تحرير الأهرام نحو34 سنة. وفيلكس فارس الأديب، والمحامي، الخطيب، والمترجم لنيتشه «هكذا تكلم زرادشت» (1938)، وإلياس أبو شبكه الشاعر، والعراقي معروف الرصافي، والمصري أحمد شوقي، وسامي الكيالي، وجميل مردم.... كذلك ضم الصالون حبيب باشا السعد رئيس مجلس الإدارة اللبناني، ورئيس الجمهورية اللبنانية الثاني.
واستضاف الصالون من النساء: سلمى صائغ المربية والكاتبة والخطيبة والصحافية والمساهمة في تأسيس الجمعيات النسائية، كجمعية زهرة الإحسان وجمعية الاتحاد النسائي وجمعية النهضة النسائية، ورئيسة تحرير مجلة صوت المرأة. والأميرة نجلا أبو اللمع الصحافية، والكاتبة، ومنشئة مجلة الفجر في بيروت في العام 1919، ومستأنفة إصدارها في نيويورك في العام 1921. وماري ينّي، وجوليا طعمة التي سبق أن أنشأت صالونها الأدبي في العام 1917.

## حبوبة وجبران
طلب منها صاحب جريدة المعرض ميشال زكور أن تكتب للجريدة عن معرفتها بجبران خليل جبران، فكتبت مقالة نشرت في عدد الجريدة في 3 أيار 1931، بدأتها بالقول: انها «كرهت جبران»، بعدما قرأت مؤلفاته العربية، وما تضمنته «من بكاء ونحيب وتمرد مستمر على الشرائع والتقاليد».

وحين زارت بوسطن اشتركت مع جبران في محاضرة مزدوجة حضرها 15 ألفاً من الجالية البوسطنية. سألته قبيل المحاضرة: 
«أوأنت جبران؟ فوضع يده على كتفي، وقال مازحًا: أنى لي أن أصدقك الخبر، وأنا أعزل من المعاول، وبقايا القبور كما ترين. ثم أخذني بتؤدة إلى كرسي موضوع إلى جانبه، فجلست مأخوذة برصانة تلك الشخصية التي أسبغت عليها الثقافة اللاتينية السامية، أبهى حللها، وبإشراق ذلك الوجه المستطيل الذي أفرغت في تكوينه، وتقاطيعه آيات النبوغ السماوي، وكيف أن تلك العيون التي خلتها بالأمس مقرحة مجدبة تتدفق بأنوار الحكمة والمعرفة». 
في لقاء آخر، سأل جبران «النساء المتحمسات الموهوبات»، وهو المزاحم لجرجي باز في نصرة المرأة: «لماذا تقتلن مواهبكن السامية بالسياسة والصحافة والتجارة؟». وأجاب: «ارجعن إلى غريزتكن الطبيعية واكتبن في النهار سطرًا واحدًا من شعوركن وعواطفكن، فلا تمر السنة الا ويتجمع عند الواحدة منكن 365 سطرًا خالدًا». وسأل ضيفته: «أولا تظنين أن التي قالت: لمس الموت تمثالي الحي، فأصبح باردًا، لها جنّات الخلود؟ تعالي نكتب لسلمى صايغ ونستزيدها الكتابة في هذا الموضوع». وسأل مجدداً: «ومي ألا تعرفينها وتعرفين أنها آية من آيات عصرنا هذا». وقد بقيت اللقاءات بين جبران وحبوبة مستمرة حتى وفاته في العام 1931.

## أعمالها
لحبوبة، العديد من الكتابات، والأعمال المنشورة، وقد عرفت بمقالاتها الطريفة وأسلوبها المبتكر في النقد والتهكم الخاص بها، ومن أعمالها المنشورة:
- نفثات الأفكار (مجموعة مقالات)
- دموع الفجر